# VRT MAX
VRT MAX (tot augustus 2022 VRT NU) is het online video- en luisterplatform van de Vlaamse openbare omroep Vlaamse Radio- en Televisieomroeporganisatie (VRT). Via VRT MAX kunnen de rechtstreekse uitzendingen van VRT 1, VRT CANVAS en Ketnet gratis bekeken worden via computer, tablet, smartphone of streamingtoestellen. Ook recente programma's kunnen er gratis herbekeken worden (video on demand). Naast video zijn ook alle podcasts van de VRT te vinden op VRT MAX.

## Geschiedenis
In september 2016 kondigde de toenmalige VRT-ceo Paul Lembrechts zijn toekomstplannen aan voor de openbare omroep. Een belangrijke pijler daarvan is een sterke digitale aanwezigheid van de VRT. In het najaar van 2016 startte de testfase van het nieuwe videoplatform en op 26 januari 2017 werd de VRT NU-website officieel gelanceerd.
In juli 2018 volgde de VRT NU app, waardoor het aanbod voortaan ook op smartphone en tablet kan bekeken worden.
Sinds december 2021 kan VRT NU ook rechtstreeks op het grote scherm bekeken worden via apps voor smart-tv's en streaming sticks met Android TV. In april 2022 werd de app voor Apple TV uitgebracht. VRT NU is ook te bekijken via de nieuwste tv-boxen van Proximus en Telenet. Later in datzelfde jaar volgde de app voor Samsung-tv's.
Op 9 juni 2022 kondigde de VRT aan dat VRT NU zou veranderen van naam naar VRT MAX. De naamsverandering kwam er vanwege twee voorname redenen. Enerzijds bleek uit onderzoek dat VRT NU te vaak geassocieerd werd met VRT NWS. De "NU" in de naam bleek onterecht aan te geven dat het gaat om een nieuwskanaal. Anderzijds wilde de VRT duidelijker aangeven dat merken als Studio Brussel & MNM tot de openbare omroep behoren. VRT MAX dient als centraal platform om de content van al deze merken samen te brengen, zowel audio als video. VRT MAX is van start gegaan op maandag 29 augustus 2022. Tegelijk werden nieuwe logo's voor VRT, VRT MAX en VRT NWS, allemaal in lijn met elkaar, ingevoerd.
Sinds januari 2023 is de app ook beschikbaar voor Apple CarPlay en Android Auto. In de auto zijn alleen de podcastreeksen en alle radiozenders beschikbaar. Het is niet mogelijk om naar video's te kijken.

## Aanbod
Het aanbod van VRT MAX bestaat uit rechtstreekse uitzendingen van de lineaire tv-zenders VRT 1, VRT CANVAS en Ketnet. Daarnaast biedt VRT MAX content aan van de digitale zenders Ketnet Junior, Sporza, VRT NWS en van de radiozenders Radio 1, Radio2, Klara, Studio Brussel en MNM.
Via VRT MAX is het ook mogelijk om recente programma's en afleveringen van eigen en aangekochte reeksen te herbekijken. Bovendien zijn er op VRT MAX ook af en toe programma's uit het VRT-archief te bekijken, meestal in het kader van gebeurtenissen in de actualiteit.
In 2022 werden ook alle podcasts van de radio- en televisiemerken van de VRT toegevoegd aan VRT MAX.
De programma's op VRT MAX worden niet onderbroken door reclame, al worden sommige afleveringen of livestreams wel voorafgegaan of gevolgd door boodschappen van sponsors.

## Toegankelijkheid
De programma's op VRT MAX zijn gratis te bekijken. Gebruikers moeten zich wel eerst eenmalig registreren met een VRT-profiel. Dit heeft voornamelijk te maken met uitzendrechten: wie zich registreert met een Belgisch adres kan gebruik maken van VRT MAX in de volledige EU. Buiten de EU kan er alleen naar Vlaamse producties gekeken worden.
De Vlaamse programma's op VRT MAX zijn voorzien van ondertiteling, die eenvoudig geactiveerd kan worden. Ook de programma's met audiodescriptie of met Vlaamse Gebarentaal zijn beschikbaar.

## Exclusieve content
- California Love (2017)
- Great! Britain (2017)
- Overal Klassiek (vroeger: Iedereen Klassiek; 2017-2021)
- Van A tot Z (2017-)
- Down the Snow (2018-2019)
- Girls Talk (2018)
- Op kot (2018-)
- Dagelijkse kunst (2019)
- Linde (2019-)
- Flowjob (2019-2020) met Flo Windey
- Rock 'n' Roll High School (2019)
- Een Italiaanse reis (2019)
- Bathroom Stories (2020)
- Café Sport (2020)
- De modernisten (2020)
- Down the Sea (2020)
- Faqda (2020-) met Flo Windey
- Het Leven.doc (2020)
- Het verhaal over Down (2020)
- De thuisploeg (2021)
- De weg naar Roubaix (2021-2022)
- Een wereld van verschil (2021)
- Generation M: The Story of My Life (2021)
- Het mirakel van Schuman (2021)
- I Aime Who I am (2021)
- Match (2021)
- Meer onverwacht (2021), spin-off van Onverwacht
- Achter de artiest (2022-2023)
- De achitecte (2022)
- De Twintigers (2022-2023)
- De verkenning (2022)
- Ketnet Confessions (2022)
- Klassiekers (2022)
- MNM: sollicidaten (2022)
- Op 't eerste zicht (2022)
- Radio 2 Eregalerij (2022)
- Sarah in genderland (2022)
- Stephanie zoekt mee (2022), spin-off van Junior op zoek naar de liefde
- Tim undercover (2022), minispin-offserie n.a.v. de seizoensfinale van Thuis
- Fire (2022)[a]
- Zonder ouders op vakantie (2022)
- Swipe (2022)
- Plan A (2022)
- Those Were the Days (2022) met Aster Nzeyimana
- Season of Sex (2022)
- De studio's (2023) in samenwerking met Prime Video
- Achter het verhaal van Vlaanderen (2023), achter de schermen bij Het verhaal van Vlaanderen
- VAR: hoe moeilijk kan het zijn? (2023)
- Thrift You Up (2023) met Francisco Schuster

Daarnaast zijn er ook aangekochte reeksen exclusief te bekijken op VRT MAX zoals Sorry for Your Loss, La Théory du y, Zoey's Extraordinary Playlist, Motherland en Wreck.
Er werden ook enkele exclusieve podcasts gemaakt voor het VRT MAX-platform, zoals Zo geboren, De Kunst van het verdwijnen, Zot Schoon, Club net, Wat is de kans? en De Voorleesclub: Luisterverhalen.